# Aaron Slegers
Pour les articles homonymes, voir Slegers.
 (août 2017).
Aaron Allan Slegers (né le 4 septembre 1992 à Scottsdale, Arizona, États-Unis) est un ancien lanceur droitier de la Ligue majeure de baseball.

## Carrière
Joueur des Hoosiers de l'université de l'Indiana à Bloomington, Aaron Slegers est choisi par les Twins du Minnesota au 5e tour de sélection du repêchage amateur de 2013.
Il fait ses débuts dans le baseball majeur comme lanceur partant des Twins du Minnesota le 17 août 2017 face aux Indians de Cleveland.